# Пілокарпін
Пілокарпін (лат. Pilocarpinum, англ. Pilocarpine) — лікарський засіб, який за своїм хімічним складом є похідним метилімідазолу, та належить до групи стимуляторів мускаринових рецепторів. Пілокарпін є алкалоїдом південноамериканських рослин з роду Pilocarpus. Уперше виділили пілокарпін як окрему хімічну речовину Гарді і Джерард у 1874 році.

## Фармакологічні властивості
Пілокарпін — природний препарат, що є за своєю хімічною структурою алкалоїдом рослин з роду Pilocarpus. Спосіб дії препарату полягає у збудженні мускаринових рецепторів, підсумком чого є скорочення м'яза-звужувача зіниці та циліарного м'яза, наслідком чого є звуження зіниці, відкриття кута передньої камери ока та посилення відтоку внутрішньоочної рідини, що призводить до зниження внутрішньоочного тиску та покращення трофіки в тканинах ока. Пілокарпін також стимулює мускаринові рецептори травної системи, бронхів, а також слинних і потових залоз, що призводить до посилення їхньої секреції. Пілокарпін застосовується переважно в офтальмології для зниження внутрішньоочного тиску при глаукомі, як первинній, так і вторинній, а також у разі необхідності звуження зіниці при передозуванні мідріатиками. Також пілокарпін застосовують для діагностики муковісцидозу шляхом потового тесту, який полягає у проведенні іонофорезу пілокарпіну для стимуляції потовиділення для визначення кількості іонів хлору в поті.

### Фармакокінетика
Пілокарпін добре вмоктується як після перорального, так і після інстиляції на кон'юнктиву ока. По закапуванню в око, пілокарпін швидко всмоктується через рогівку, та створює найбільшу концентрацію у водянистій волозі за 30—40 хвилин. При пероральному застосуванні найбільша концентрація досягається протягом 1 години після прийому препарату. Пілокарпін не метаболізується в тканинах ока, а виводиться з внутрішньоочною рідиною, після чого метаболізується ферментами крові та в печінці. Період напіввиведення препарату з крові становить 30 хвилин, період напіввиведення з ока становить 1,5—2 години.

## Показання до застосування
Пілокарпін застосовується при глаукомі, як первинній, так і вторинній, а також при необхідності звуження зіниці при передозуванні мідріатиками, абсцесі рогівки, з діагностичною метою, під час хірургічних втручань за необхідності звуження зіниці.

## Побічна дія
Від застосування пілокарпіну, побічні дії виникають переважно, у разі тривалого застосування. Частіше спостерігаються місцеві ускладнення в оці, зокрема печіння, міоз, спазм акомодації, погіршення зору, біль в оку, посилена сльозотеча, алергічний кон'юнктивіт та дерматит шкіри повік, поверхневий кератит, відшарування сітківки, міопія, фотофобія, гіперемія кон'юнктиви, крововилив у склисте тіло, катаракта. Під час тривалого застосування, рідше спостерігаються системні побічні дії препарату, зокрема головний біль, тремор, запаморочення, посилення слиновиділення, нудота, блювання, діарея, артеріальна гіпертензія або гіпотензія, брадикардія, аритмія, гіпергідроз, бронхоспазм, набряк легень, ринорея.

## Протипокази
Пілокарпін протипоказаний при підвищеній чутливості до препарату, іриті, іридоцикліті, увеїті, цикліті, кератиті, після хірургічних втручань на оці для запобігання виникнення задніх синехій, бронхіальній астмі, при парадоксальній реакції на препарат при хронічній формі глаукоми.

## Форми випуску
Пілокарпін випускається у вигляді очного 4 % гелю; очних крапель 0,5 %; 1 %; 2 %; 3 %; 4 % і 6 % розчину; у вигляді очних крапель у комбінації з метилцелюлозою, гіпромелозою або тимололом.